# 布萊德·阿姆斯壯
布萊德·阿姆斯壯（Brad Armstrong，原名Rodney Hopkins，1965年9月23日—）是名加拿大色情演員及導演。

## 獎項
- 2002 成人影帶新聞獎 – 最佳導演（錄影帶類） – 《Euphoria》[2]
- 2003 成人影帶新聞獎 – 最佳演員（影片類） – 《Falling From Grace》[2]
- 2004 成人影帶新聞名人堂（英语：List of members of the AVN Hall of Fame） inductee[2]
- 2007 成人影帶新聞獎 – 最佳導演（影片類） – 《Manhunters》[2]
- 2008 XRCO Award – 最佳導演（Features）[3]
- 2008 成人影帶新聞獎 – 最佳演員（錄影帶類） – 《Coming Home》[4]
- 2009 成人影帶新聞獎 – 最佳雙重插入性愛場景 – 《Fallen》[5]
- 2009 成人影帶新聞獎 – 年度導演[5]
- 2009 Orgazmik Award - 最佳導演
- 2009 XRCO 名人堂[6]
- 2010 成人影帶新聞獎 – 最佳團體性愛場景 – 《2040》[7]
- 2010 XBIZ Award – 年度導演 – 《2040》[8]